# جون میزوکوشی
جون میزوکوشی (انگلیسی: Jun Mizukoshi؛ زادهٔ ۱۵ ژانویهٔ ۱۹۷۵) بازیکن فوتبال اهل ژاپن است.
از باشگاه‌هایی که در آن بازی کرده‌است می‌توان به باشگاه فوتبال آلبیرکس نیگاتا اشاره کرد.